# Ольхова Надія Олександрівна
Ольхова Надія Олександрівна (9 вересня 1952) — радянська баскетболістка.
Олімпійська чемпіонка 1976, 1980 років.